# For Sale: A Baby
Pour plus de détails, voir Fiche technique et Distribution.
For Sale: A Baby est un film muet de Gaston Méliès sorti en 1909.

## Distribution
- Francis Ford [1]